# Луценко Федір Григорович
Фе́дір Григо́рович Луце́нко (1901  — 29 грудня 1953 , Москва ) — український радянський державний діяч. Депутат Верховної Ради УРСР 1-го скликання (1938–1947).

## Біографія
Народився 1901 року в родині сільського шевця. З восьмирічного віку допомагав батькові, потім наймитував у заможних селян та в поміщицькій економії Шишкіна. Закінчив сільську школу. Потім був шевцем та працював на водному транспорті.
З 1922 року служив у Червоній армії.
Член ВКП(б) з 1925 року.
Після демобілізації навчався на робітничому факультеті, який закінчив у 1931 році та вступив до Харківського сільськогосподарського інституту.
Після закінчення Харківського сільськогосподарського інституту завідував науково-допоміжним господарством цього ж інституту. Потім керував групою технічної пропаганди Харківського обласного колгоспцентру, працював деканом факультету захисту рослин Харківського сільськогосподарського інституту. Обирався секретарем факультетського партійного осередку.
На 1935 рік — старший агроном, секретар партійного комітету Красноградської машинно-тракторної станції (МТС) Харківської області.
З 1936 по 1937 рік навчався в аспірантурі Всесоюзної академії сільськогосподарських наук імені Леніна у академіка Трохима Лисенка.
З початку грудня 1937 року — 1-й заступник народного комісара земельних справ Української РСР.
26 червня 1938 року обраний депутатом Верховної Ради УРСР 1-го скликання по Золочівській виборчій окрузі № 233 Харківської області.
Станом на червень 1945 року — заступник народного комісара землеробства УРСР. Працював на цій посаді до січня 1947 року.
Потім був старшим науковим співробітником Науково-дослідного кон'юнктурного інституту Міністерства зовнішньої торгівлі СРСР у Москві. Помер 29 грудня 1953 року.

## Нагороди
- орден Леніна (30.12.1935)
- орден «Знак Пошани» (7.02.1939)